# Lukafalva
Lukafalva vagy Dózsa György (románul Gheorghe Doja, korábban Lucafalău) községközpont Romániában Maros megyében. 1941-ben ideiglenesen egyesült Lukailencfalvával.

## Fekvése
Marosvásárhelytől 11 km-re délnyugatra a Nyárád bal partján fekszik. A község a Marosvásárhely Metropoliszövezethez tartozik.

## Nevének eredete
Eredeti neve a Lukács személynév rövidített változatából való, 1952 óta viseli románul a Háromszékről származott Dózsa György nevét. Ezt a nevet a román közigazgatás adta a falunak. Sokan ezt a falu magyar nevének automatikus Dózsa Györgyre megváltozásának is vélik.

## Története
1409-ben Lucafalva néven említik először. A falu sokat szenvedett a hadak és árvizek pusztításaitól. 1910-ben 713, túlnyomórészt magyar lakosa volt. A trianoni békeszerződésig Maros-Torda vármegye Marosi alsó járásához tartozott. 1940-ben Észak-Erdély Magyarországhoz való visszacsatolásakor, a falu visszakerült Magyarországra. 1992-ben 508 lakosából 472 magyar, 21 cigány és 15 román volt.

## Látnivalók
- Református temploma 1822-ben épült az 1782-ből való torony mellé.

## Híres emberek
- Itt született 1762-ben Benkő Zsigmond, pap Sáromberkén, majd 1819. évi haláláig a székelyudvarhelyi református kollégium teológiatanára.[3] Az előzményekről: az Árkosról származó Benkő Benedek Lukafalván benősült az ott birtokos – szintén primor – Bartha családba (lustra 1629-ből). A leszármazók itt véglegesen legyökereztek. 1814. november 23.: Benkő Zsigmondnak és hitvesének, Bodosi Máriának Lázár nevű fia "Wolldorfon (Dombos) kereszteltetett meg". Benkő Zsigmond hamarosan elvált, nem is látta gyerekét, hamarosan újra nősült (egy Eszter nevű lány maradt utána), de már csak öt évet élt. 1819-ben halt meg.
- Itt született Gergely Sámuel (1845. április 2. – 1935. március 28.) történész. Gergely Lajos pedagógus testvéröccse.
- Itt született Nagy György filozófus, filozófiai és társadalomelméleti szakíró (1938. január 1. – Kolozsvár, 1998. december 26.)
- Itt született Székely József agrármérnök, mezőgazdasági kutató és szakíró (1928. szeptember 22-én)